# N7 (Demokratische Republik Kongo)
Die N7 ist eine Fernstraße in der Demokratischen Republik Kongo, die Kananga mit Kisangani verbindet. In Tshimango kreuzt sie mit der N1. Sie ist 1188 Kilometer lang.